# Sandra Foresti
Sandra Foresti, född 1977, är en svensk journalist och universitetsadjunkt med inriktning på undersökande journalistik och research vid institutionen för journalistik, medier och kommunikation (JMG).
Sandra Foresti studerade vid JMG 1999-2002, därefter har hon arbetat vid redaktioner som SR Ekot, Uppdrag granskning, TV4, Kaliber. Sedan 2014 är hon lärare vid journalistutbildningen vid Göteborgs universitet. 
Hon vann Guldspaden 2003 för "Kriminalvården, från vård och återanpassning till högre staket och insatsstyrkor" ihop med Matilda Uusijärvi.
Hon vann Ikarospriset 2008 för "Friska pengar – sjuka intyg" ihop med Nuri Kino och Jonas Magnusson med motiveringen "För att uthålligt och envetet givit sig in i en byråkratisk djungel där vem som helst kan bli offer för en ordning som tycks vederhäftig men rymmer kaos som stämplar människor för livet, för att med allvar, värme och humor visat på ett krackelerande försäkringssystem, för ett program som gör skillnad."